# 3A Composites
Die 3A Composites Holding AG ist ein international tätiges Schweizer Industrieunternehmen mit Hauptsitz in Steinhausen ZG. Sie beschäftigt sich mit der Herstellung und Vermarktung von Halbzeugen wie Aluminiumverbundplatten (zum Beispiel Dibond) und Kernwerkstoffen für Sandwichkonstruktionen. Das Unternehmen bildet eine Division der Schweizer Unternehmensgruppe Schweiter Technologies AG.

## Geschichte
In seiner heutigen Form entstand das Unternehmen Anfang der 1990er Jahre, als innerhalb des Schweizer Aluminiumunternehmens Alusuisse die Aktivitäten der Airex AG (Sins, CH), der Kapa GmbH (Osnabrück, D) und der schon vorher gegründeten Alusuisse Composites USA sowie die Produktion von Aluminiumverbundplatten in den Aluminiumwerken in Singen (D) unter dem Namen Alusuisse Composites als Geschäftsfeld zusammengefasst wurden.
Mit der Übernahme der Alusuisse durch das kanadische Aluminiumunternehmen Alcan im Jahr 2000 wurden daraus die Alcan Composites. Während der Alcan-Zeit wurden weitere Gesellschaften in den USA hinzuerworben. Am 1. Dezember 2009 wurde dieses Geschäftsfeld an die Schweiter Technologies AG verkauft und in 3A Composites umbenannt.